# Ephoria auratilis
Ephoria auratilis är en fjärilsart som beskrevs av Louis Beethoven Prout 1934. Ephoria auratilis ingår i släktet Ephoria och familjen mätare. Inga underarter finns listade i Catalogue of Life.